# Die Entwicklungslinien der Kakteen
Die Entwicklungslinien der Kakteen (abreviado Entwicklungslin. Kakt.) es un libro con ilustraciones y descripciones botánicas que fue escrito por el botánico alemán Alwin Berger, conocido por su contribución a la nomenclatura de las plantas suculentas, particularmente agaves y cactos, y publicado en Jena en el año 1926.